# Nyctibatrachus sanctipalustris
Nyctibatrachus sanctipalustris là một loài ếch thuộc họ Ranidae.
Đây là loài đặc hữu của Ấn Độ.
Môi trường sống tự nhiên của chúng là vùng núi ẩm nhiệt đới hoặc cận nhiệt đới và đầm nước.
Chúng hiện đang bị đe dọa vì mất môi trường sống.